# Menophra dalmata
Menophra dalmata är en fjärilsart som beskrevs av Galvagni 1907. Menophra dalmata ingår i släktet Menophra och familjen mätare. Inga underarter finns listade i Catalogue of Life.